# Acroporium erythropodium
Acroporium erythropodium är en bladmossart som beskrevs av Brotherus 1925. Acroporium erythropodium ingår i släktet Acroporium och familjen Sematophyllaceae. Inga underarter finns listade i Catalogue of Life.